# Ultrasonido pélvico
El ultrasonido pélvico (o ecografía pélvica) es un método de diagnóstico por Ultrasonido cuyo principal objetivo es la evaluación de las estructuras pélvicas. En el caso de la mujer, se evaluarán útero, ovarios y vejiga.  En un varón, las estructuras evaluadas serán la próstata, la vejiga y las vesículas seminales. En Medicina tiene una gran utilidad diagnóstica en el área de la ginecología y urología.

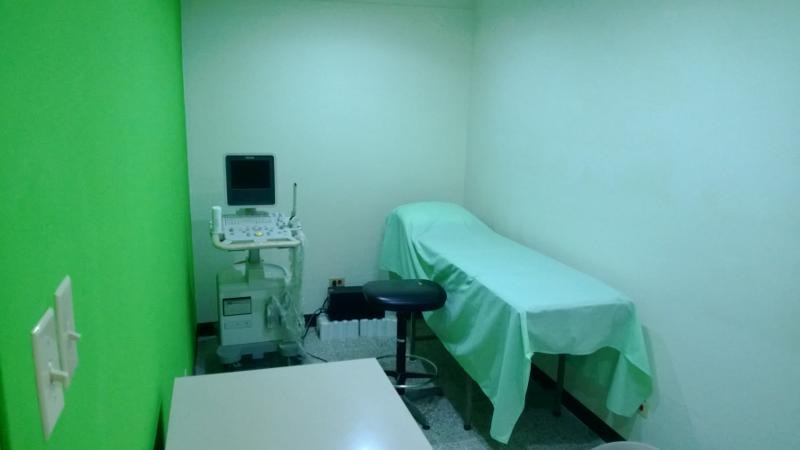
Sala de Ultrasonido

## Tipos
Existen tres tipos de Ultrasonido Pélvico, dependiendo del medio empleado para transmitir las ondas de ultrasonido.

### Ultrasonido pélvico transabdominal
Se realiza con un transductor convexo. Las estructuras pélvicas se evalúan a través de la pared abdominal de manera no invasiva, empleando gel como medio conductor. Generalmente se solicita al paciente que acuda al estudio con la vejiga a repleción, debido a que la orina dentro de la vejiga permite una mejor transmisión de las ondas de Ultrasonido.

### Ultrasonido pélvico transvaginal
Empleando un transductor endocavitario introducido a través de la vagina, se evalúan el útero y los ovarios a través de las paredes vaginales. Permite ver las estructuras pélvicas con más detalle, aunque con un campo de exploración reducido. Tiene como principal desventaja que puede ser incómodo para el paciente.

### Ultrasonido pélvico transrectal
Generalmente se realiza en varones, para evaluar casi de manera directa la próstata y las vesículas seminales con mayor detalle que en el ultrasonido pélvico transabdominal. Es el método empleado también para guiar la biopsia transrectal de próstata.

## Utilidad
Los estudios de Ultrasonido Pélvico generalmente se encuentran indicados ante la sospecha clínica de patología ginecológica o urológica estructural. Permite en el caso de las mujeres, la detección de Malformaciones, Miomas Uterinos, Hiperplasia Endometrial, así como el diagnóstico de quistes y otro tipo de tumores ováricos, tanto benignos como malignos, entre otros problemas. Durante un embarazo se emplea para diagnóstico y seguimiento. En el caso del varón, permite determinar el volumen de la próstata para saber si existe hiperplasia benigna de la próstata y conocer su magnitud. En algunos casos se realiza una evaluación dinámica de la vejiga, midiendo el volumen de la vejiga encontrándose a repleción y el volumen residual inmediatamente después de la micción, para determinar si existe vaciamiento normal o retención de la orina.

## Principales ventajas
Como método diagnóstico, un ultrasonido pélvico es más accesible que otras modalidades diagnósticas, como la Resonancia Magnética y la Tomografía Computarizada. Una de las principales ventajas que posee es no emplear radiación ionizante para obtener las imágenes, ya que se rige por el principio físico del Ultrasonido.